# L'isola degli uomini perduti
L'isola degli uomini perduti (The House Across the Bay) è un film del 1940 diretto da Archie Mayo.

## Trama
Un gangster finisce in prigione perché viene denunciato dal proprio avvocato che intende allacciare una relazione con la moglie del proprio cliente. Tutto fila secondo i piani, fino a che il malavitoso esce di prigione.